# Orhan
Pour les articles homonymes, voir Orkhan.
Orhan ou Orkhan ( en turc : Orhan Gâzi - gazi ou ghâzi en turc littéralement, combattant de la foi)  né vers 1281 à Söğüt et mort en mars 1362 à Bursa est le fils du premier bey (souverain) de l’Empire ottoman, Osman Ier, auquel il succède vers 1326.
Dans ses jeunes années, il guerroie aux côtés de son père pour créer un État indépendant de celui des Seldjoukides parmi lesquels sa tribu s’est établie. Père et fils s’emparent d’abord du nord-ouest de l’Anatolie, puis, alors que la fin d’Osmân approche, de Bursa sur la mer de Marmara dont ils font leur capitale. Opposés à Andronic III et à Jean VI Cantacuzène, alors aux prises avec les Bulgares et les Serbes en Europe, ils conquièrent bientôt la plupart des villes importantes d’Anatolie dont Nicée, Nicomédie et Üsküdar.
En 1345, alors que la guerre civile fait rage entre la Régence et Jean VI Cantacuzène pour la tutelle du jeune Jean V Paléologue, Cantacuzène fait appel à Orkhan. Trop heureux de pouvoir intervenir en Europe, ce dernier accepte. Pour sceller leur nouvelle amitié, Jean VI lui donne en mariage sa deuxième fille, Théodora. Celui-ci, en contrepartie s’engage à servir Jean VI comme vassal avec toute son armée. En 1352, les forces conjointes de Jean VI et d’Orkhan viennent à bout de celles de Jean V appuyées par des Bulgares et des Serbes. Les Ottomans prennent ainsi pied en Europe.
À la même époque, devenu adulte, le fils ainé d’Orkhan, Soliman, s’empare de Gallipoli, ravagée par un puissant séisme, et refuse de la rendre aux Byzantins malgré l’intervention de Jean VI auprès de son père, Orkhan, lequel se retire progressivement de la vie publique. À partir de cette base les Ottomans ne cessent de progresser en Thrace et en Macédoine, s’emparant des villes et ports situées près des Dardanelles et de la mer Égée. À la mort d’Orkhan en 1362, l’empire qu’il a créé avec son père aura une superficie totale de 95 000 km2.

## Les débuts de l’Empire ottoman

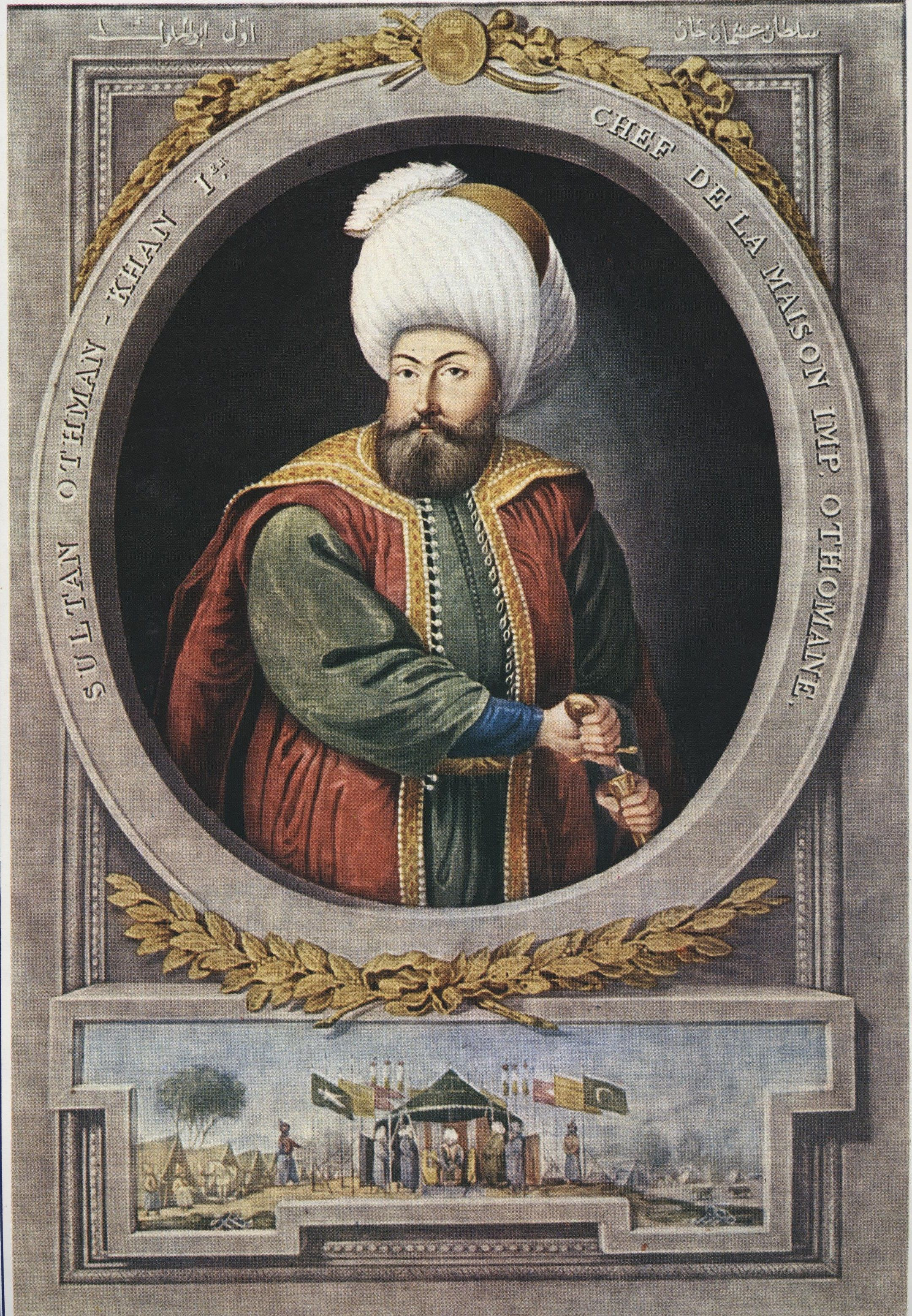
Osmân Ier, fondateur de l’Empire ottoman.

Il existe différentes versions des débuts de l’Empire ottoman. De la comparaison entre les sources turques et byzantines (principalement ‘Achïkpachazâde, chroniqueur turc du XVe siècle, et Pachymérès, chroniqueur byzantin contemporain d'Osmân) se dégage l’image d’une population turcomane fuyant les Mongols; elle se fixe sur la frontière occidentale de l’État seldjoukide vers la fin du XIIIe siècle. Ces pasteurs ne sont pas à proprement parler des nomades sillonnant le pays sans domicile fixe; gardiens de troupeaux, ils vivent en tribus qui pratiquent la transhumance en fonction des saisons. Selon ‘Achïkpachazâde, le père d’Osmân (1299-1326), Ertuğrul (1191-1281), aurait décidé de demeurer en Anatolie avec sa famille lorsque son propre père, Soliman Châh, voulut retourner dans son pays d’origine, le Turkestan. Pris en tenailles entre les Mongols et les Byzantins, Ertuğrul s’établit sur les pentes des marches frontalières seldjoukides où sa famille élargie (elle aurait compté quelque 400 tentes) pouvait écouler ses produits dans les centres urbains byzantins voisins. La cohabitation semble s’être établie au début sans problèmes, facilitée par la présence sur le territoire byzantin de Turcs christianisés. 
Progressivement, toutefois, ceux qui deviendront les Ottomans (ou fils d’Osmân) prennent de l’assurance et les heurts se multiplient entre ces groupes de pasteurs et les populations des villes. Bientôt, le fils d’Ertuğrul, Osmân, doté d’un caractère combatif, se transforme en ghâzi ou « combattant pour la foi ». Le déclin du sultanat seldjoukide permet aux ghâzis de la frontière de s’enhardir et de constituer de véritables bandes armées attirant à la fois les soldats d’autres chefs moins belliqueux et les réfugiés fuyant l’avance des Mongols. Se joignent à eux des notables de centres urbains anatoliens. Ensemble ils édifient un nouvel État après la défaite du général byzantin Georges Mouzalon lors de la bataille de Bapheus, le 27 juillet 1302. C’est lors de cette bataille qu’Osmân, père d’Orkhan, apparait dans les sources. Ses troupes peuvent alors piller impunément les campagnes byzantines de Bithynie dont une grande partie des paysans fuit vers la portion européenne de l’empire. Seules les grandes villes telles que Bursa, Nicée ou Nicomédie constituent des îlots de sécurité pour les Grecs,,.

## Biographie

### Les premières années

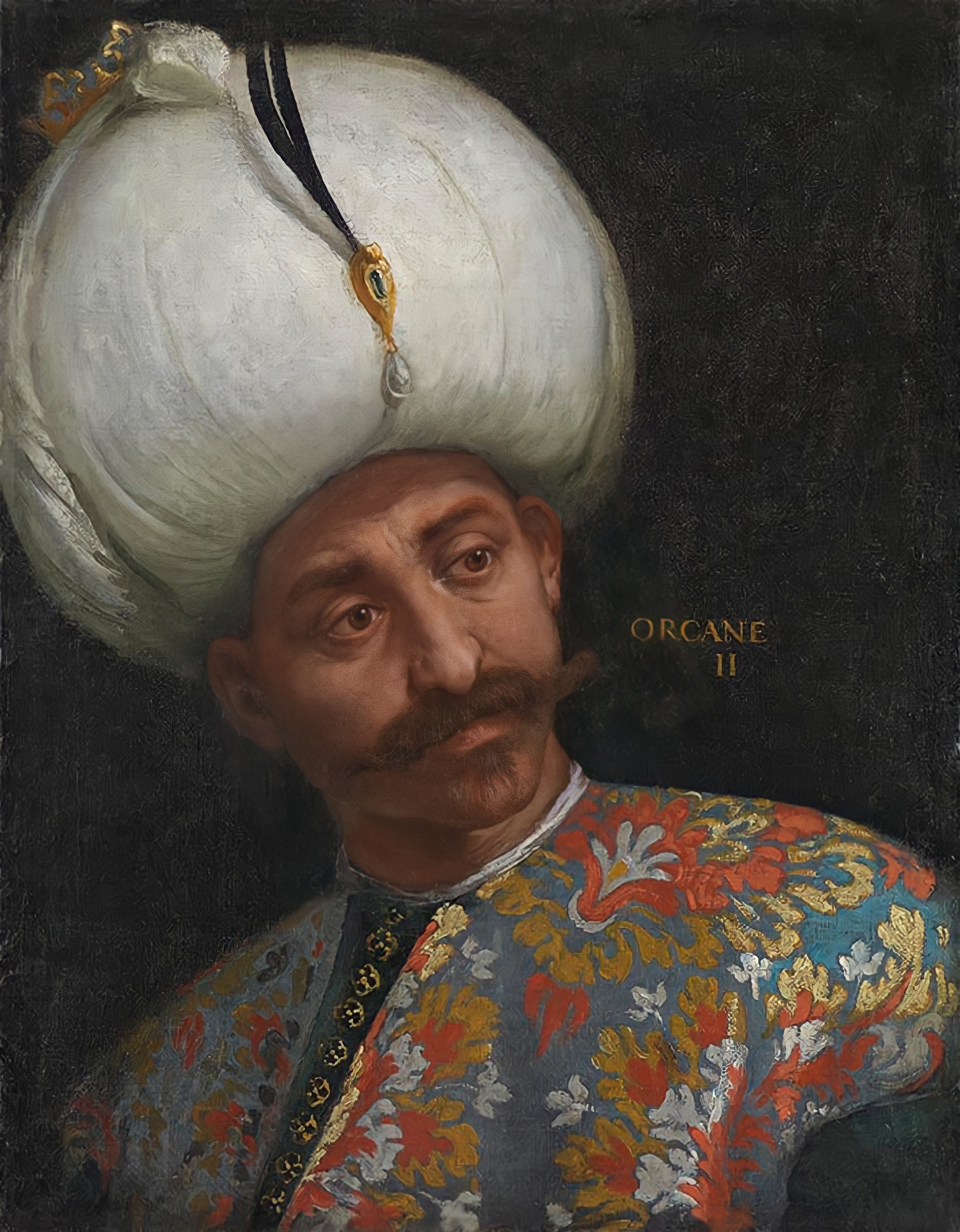
Portrait d’Orkhan Ier peint par le peintre vénitien Paolo Veronese, 1553.

Orkhan naquit vers 1281 à Söğüt où son père s’était installé, premier ou deuxième des six fils et une fille d’Osmân Ier et de sa première épouse, Malhun Hatun. C’est son grand-père, Ertuğrul, qui lui donna le nom d’Orkhan Alp. On ignore pratiquement tout de sa petite enfance et de son adolescence sinon qu’il devait être très près de son père. Selon certains articles historiques ce dernier l’aurait envoyé à l’âge de vingt ans dans la petite province ottomane de Nakihir, mais on sait qu’il était de retour dans la capitale de Söğüt en 1309.
Signe de l’autorité qu’il manifestait déjà dans sa jeunesse, son père n’hésita pas à lui confier le commandement de l’armée ottomane en 1317 le désignant ainsi comme son successeur.

### La prise du pouvoir

Carte des beylicats d’Anatolie vers 1330

Osmân (que les Byzantins connaissaient sous le nom d’Atman) mourut le 9 aout 1326. Dans le système clanique turcoman de l’époque, tous les membres de la tribu participaient à la direction du clan et il n’existait aucune règle de succession stricte. Énergique et guerrier, Orkhan fut choisi pour lui succéder, et devint Orkhan Gâzhi. Leur plus jeune frère Pazarlu bey étant déjà mort dans une bataille en 1311 à l’âge de 17 ans, ses frères Tchoban bey, Hamid bey, Melik bey et Savci bey prirent avec lui le commandement de l’armée. Savci mourut la même année. 
Il est possible qu’Alaeddin Bey ait été plus âgé qu’Orkhan, car une fois sur le trône, Orkhan lui proposa de partager le pouvoir. D’un naturel moins guerrier que son frère, Alaeddin préférait rester au palais plutôt que de guerroyer pour étendre le nouvel empire. Il déclina l’offre de son frère alléguant que son père avait confié le pouvoir à Orkhan et qu’il ne convenait pas de le diviser. Sur quoi, Orkhan lui proposa de travailler avec lui à la gouverne de l’État émergeant. « Mon frère, lui dit-il, puisque tu ne désires pas accepter les troupeaux que je t’offre, sois au moins le pasteur de mon peuple, mon grand Vizir ».  Ainsi d’après les sources orientales, Alaeddin accepta de participer au gouvernement de son frère, en mettant sur pied l’organisation civile et militaire du pays sans toutefois devoir combattre à la tête des troupes. Comme salaire, il n’accepta que les revenus du village de Fodrā dans les environs de Bursa. Contrairement à ce qui deviendra la tradition par la suite, les relations entre les deux frères demeureront cordiales tout au long de leur vie (Alaeddin mourant jeune, vers 1331), Orkhan le consultant volontiers sur les questions relatives à l’administration de l’État.

### Les années de conquêtes

#### Conquête de l’Anatolie

Le Sultanat seldjoukide de Rum vers 1190

Fidèles aux instructions laissées par leur père, les deux frères se mirent à construire un nouvel État, distinct du Sultanat seldjoukide de Rum. Au fil des conquêtes qu’il allait faire, Orkhan, loin de se révéler un fanatique chef barbare menant une guerre sainte, se montra un conquérant civilisé, respectueux des peuples conquis. Son but essentiel était de construire un État où priment la justice, le savoir et la foi musulmane, tout en restant ouvert aux gens de toutes races et de toutes croyances dont les compétences s’avéraient du reste nécessaire à l’édification du nouvel État.
Avec la défaite du sultan Kay Khusraw II contre les Mongols en 1243 le sultanat seldjoukide avait été très affaibli ce qui avait provoqué l’effritement des pouvoirs qu’exerçaient les Seldjouks sur les tribus turcomanes postées aux frontières avec l’Empire byzantin. Celles-ci en profitèrent pour établir des beylicats semi-autonomes. C’est ce que fit Orhan qui, avec son père Osmân, commença par étendre son domaine dans le nord de l’Anatolie aux dépens de l’Empire byzantin.  
Déjà en 1307, profitant du départ des Catalans d’Anatolie, Osmân et Orkhan s’étaient emparé de la forteresse de Melangeia ou Yenishehir, empêchant les communications entre Nicomédie et Nicée de même que celles entre Constantinople et la Bithynie. L’année suivante, les Karamanides, autre tribu turcomane, conquirent Iconium, mettant fin au sultanat seldjoukide; la voie était ainsi ouverte pour l’expansion respective des nouveaux beylicats.
Âgé d’à peu près quarante ans, Orkhan à la tête d’autres chefs ghâzis turcomans s’empara de Mudanya, ville sur la côte de la mer de Marmara, le port à Bursa. De là, il envoya une colonne sous le commandement de Konur Alp vers la côte occidentale de la mer Noire pendant qu’une deuxième colonne sous le commandement de Aqueda s’emparait de Kocaeli, et qu’une troisième soumettait le sud-est de la mer de Marmara. Isolées les unes des autres, les villes de Nicée, Bursa, Nicomédie et autres centres importants se virent coupées de Constantinople.
En 1326, alors que la fin était proche, Osmân confia à son fils une nouvelle conquête qui devait s’avérer extrêmement importante pour le nouvel État, celle de Bursa, sa future capitale et base arrière pour la conquête de Constantinople, les deux villes n’étant séparées que par une centaine de kilomètres. Après négociations, le commandant de Bursa, Evrenos Bey, leur livra la ville, se rangea du côté des Ottomans et, après avoir pris la tête d’un contingent de cavalerie légère, conduit plusieurs campagnes pour eux, notamment en Bulgarie, Thessalie et Serbie. Après avoir participé à la conquête d’Andrinople (aujourd’hui Edirne en Turquie) en 1362, il sera nommé uc beği (seigneur de la frontière) de Thessalie,.
Avec l’aide de son frère Alaeddin, Orkhan put faire de Bursa une véritable capitale,. La machine administrative établie par les Byzantins leur fournit les structures nécessaires à la mise en place de l’administration ottomane; son rôle de centre commercial (elle était située  à l'extrémité occidentale de la route de la soie) leur permit de réunir les fonds nécessaires pour financer l’administration du nouvel État et pour créer une armée disciplinée et bien organisée.
Après s’être emparé de Bursa, Orkhan lança ses troupes en direction du Bosphore, y déployant en mai 1329 une armée de 8 000 hommes. Andronic III (r. 1328-1341) et Jean VI Cantacuzène (r. 1347 - 1354)  aux prises avec d’autres envahisseurs en Europe ne purent lui opposer que 2 000 mercenaires ; les Byzantins seront défaits le 11 juin 1329 à la bataille de Pélékanon qui marquera la dernière tentative pour dégager les cités de l'Anatolie assiégées par les Ottomans.
De fait, après trois années de siège, Orkhan parvint à conquérir Nicée en 1331. Andronic III dut se résoudre en 1333 à proposer à Orkhan la signature d'un traité aux termes duquel il s’engageait à verser au bey un tribut annuel de 12 000 hyperpères pour pouvoir conserver les derniers territoires byzantins d’Asie. En 1337, c’est la ville de Nicomédie qui tombait entre les mains d’Orkhan, lequel en confia le gouvernorat à son fils ainé, Soliman Pacha, qui en avait dirigé le siège. Enfin, la majeure partie du nord-ouest de l’Anatolie tomba entre les mains des Turcs en 1338 avec la conquête d’Üsküdar, l’ancienne Scutari, aujourd’hui l'un des 39 districts de la ville d'Istanbul. Il ne restait plus aux Byzantins que la frange côtière de Şile (aujourd’hui également un des districts d’Istanbul) sur la mer Noire ainsi que la ville d’Amasra en Paphlagonie; ces endroits étaient cependant si dispersés et isolés que les Ottomans ne se préoccupèrent même pas de les capturer.
En 1345, Orkhan profita des luttes intestines qui déchiraient le beylicat turcoman des Karesioğullari (aussi appelé Karasi) pour l’annexer. Ceci lui donnait le contrôle de toute la région entre le golfe d’Adramite et Kapı Dağ (Cícico) et par conséquent un accès à la mer de Marmara. Jusque-là, l’émir d’Aydin s’était allié à Jean VI Cantacuzène, alors tuteur de Jean V, lui fournissant des mercenaires pour ses opérations en Thrace et Macédoine. Mais ses actes de piraterie avaient décidé les Latins à s’allier contre lui, le pape Clément VI proclamant une croisade contre les Turcs en 1343. Les forces coalisées de Venise, Rhodes et Chypre s'emparèrent alors de la citadelle du port de Smyrne. C'est dans une attaque avortée pour la reconquérir qu'Umur mourut en 1348, privant ainsi Cantacuzène de son soutien.
Avec la conquête de Karasi, l’État ottoman qui contrôlait déjà les villes de Bursa, İzmit (Nicomédie), İznik (Nicée) et Bergama (Pérgamo), était maitre de la presque totalité du nord-ouest de l’Anatolie. Par ailleurs, la mort d’Umur Bey et l’affaiblissement qui s’ensuivit de l’Émirat d’Aydin donnaient aux Ottomans le contrôle du nord-est de l’Anatolie d’où ils pouvaient profiter des querelles dynastiques de l’Empire byzantin pour pénétrer en Europe.

#### À la conquête de l’Europe

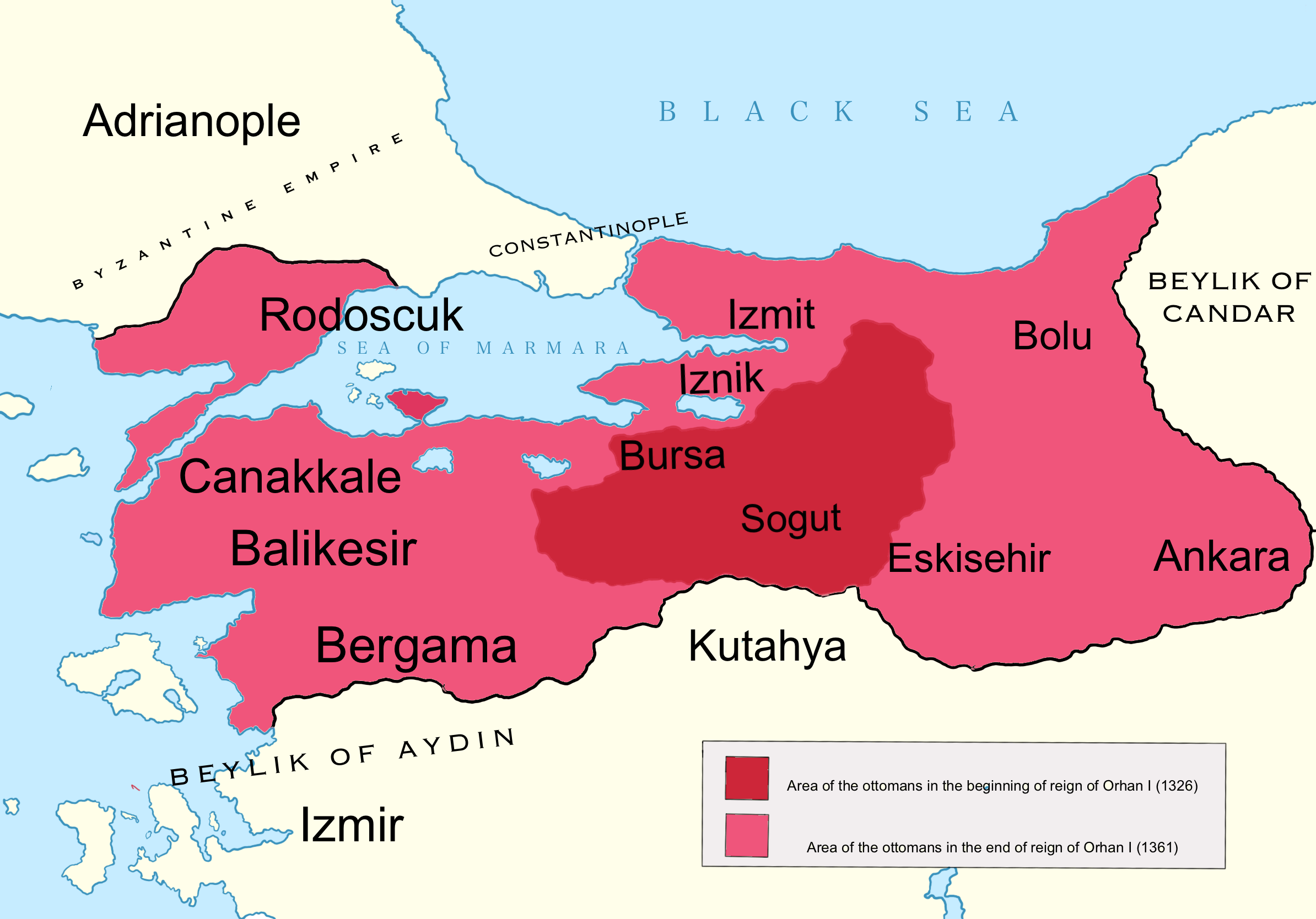
L’empire d’Orkhan en 1326 (rouge foncé) et en 1361 (rouge pâle).

En 1345, Jean VI Cantacuzène continuait la lutte qui l’opposait à l’impératrice douairière Anne de Savoie et au patriarche Jean XIV Kalékas (le mega dux Alexis Apokaukos étant mort entre temps) pour la tutelle du jeune Jean V. Umur étant disparu, Cantacuzène fit appel en 1345 à Orkhan qui n’attendait qu’une occasion favorable pour intervenir en Europe  Si cet appel à des musulmans pour combattre des chrétiens fit scandale, ce n’était pas un précédent. L’impératrice avait déjà approché Orkhan. Avant elle, Andronic II avait engagé des mercenaires turcs, de même que les Catalans : les émirats turcs (pas seulement celui d’Orkhan) devenaient d’importantes sources de soldats pour tous ceux qui étaient décidés à payer pour leurs services.
Une réelle amitié semble s’être établie entre les deux hommes. Si Jean VI était un fervent orthodoxe, il avait commencé à étudier la langue turque et admirait cette culture, chose pratiquement impensable pour un aristocrate byzantin. Pour sceller leur nouvelle amitié, Jean Cantacuzène qui avait trois filles, donna la seconde, Théodora, en mariage à Orkhan qui promit à l’occasion du mariage célébré à Sélymbria du côté européen de la mer de Marmara de le servir comme son vassal avec toute son armée,.
Quelques semaines plus tard, le 21 mai 1346, Cantacuzène fut officiellement couronné empereur à Andrinople. Ce n’est que l’année suivante qu’il put entrer à Constantinople et qu’un accord intervint entre les parties : Jean VI Cantacuzène et Jean V Paléologue régneraient conjointement, Jean VI assurant la prééminence durant les dix premières années. Jean V reçut un apanage impérial en Thrace; sa mère Anne de Savoie se retira à Thessalonique; Mathieu, jusque-là gouverneur militaire de la Thrace, se vit offrir un territoire jouxtant celui de Jean V avec Andrinople comme capitale,. 
Le conflit ne tarda pas à éclater entre les deux voisins et la guerre de succession prit un nouvel aspect, celui d’une lutte entre les deux princes et leurs alliés respectifs. Jean V envahit le territoire de Mathieu et mit le siège devant Andrinople avec l’aide des Serbes, Bulgares et Vénitiens pendant que Mathieu recevait, grâce à son père, des renforts d’Orkhan. Bientôt la guerre dégénéra en un conflit entre les alliés eux-mêmes où les deux princes étaient réduits au rôle de figurants : Orkhan envoya à Mathieu plus de 10 000 cavaliers sous la conduite de son fils, Soliman Pacha. Maintenant en charge des questions militaires des Ottomans, celui-ci débarqua en Europe  et écrasa les Serbes et les Bulgares durant l’hiver 1352 : les Turcs avaient pris pied en Europe : ils ne devaient plus en repartir,.
S’il gagnait la guerre, Jean VI perdait toutefois de plus en plus l’appui d’une population qui lui reprochait son alliance avec les Turcs. Ceux-ci avaient tendance à transformer leurs campagnes militaires en djihad, à terroriser la population des pays qu’ils traversaient et ne semblaient guère disposés à retourner en Asie. En dépit de la relation matrimoniale existant entre Jean VI et Orkhan, Soliman se montrait de plus en plus enclin à agir de sa propre initiative et s’empara bientôt de la forteresse de Tzympe, près de Gallipoli. Les combats terminés, il refusa de rendre la ville aux Byzantins. Jean VI lui offrit 10 000 hyperpères, sans succès. Quelques mois plus tard, le 2 mars 1354, un séisme d’une rare violence ravagea toute la côte de Thrace. Gallipoli fut presque complètement détruite mais ses habitants réussirent à s’échapper par la mer. Soliman en profita : il se rendit maitre de la ville en ruines avec 3 000 soldats et fit rapidement venir nombre de familles ottomanes d’Asie pour les installer dans la ville et ses environs. Bientôt les murailles de la ville furent reconstruites et pourvues d’une garnison pendant que les familles turques s’installaient à demeure dans la ville. Désespérant de faire entendre raison à Soliman, Jean VI s’adressa à Orkhan pour lui demander d’intervenir auprès de son fils. Une rencontre devait avoir lieu entre les deux hommes près de Nicomédie pour dénouer l’impasse, mais une fois arrivé l’empereur se fit dire qu’Orkhan était malade et ne pouvait venir. Orkhan se rangeait du côté de son fils : l’expansion ottomane en Europe était commencée ,.
Une fois consolidée leur position à Gallipoli, les Ottomans progressèrent en direction de la Thrace et de la Macédoine, s’emparant de différentes villes des Dardanelles et ports de la mer Égée. Désabusé, Jean VI devait lui-même reconnaitre dans ses mémoires que son amitié avec Orkhan avait été malavisée :

« Je ne suggère pas que nous devions accepter sans réagir les torts que les Turcs nous font subir. Mais nous ne devons pas afficher la confiance des insensés. Ce qu’il nous faut, c’est de l’argent et le concours d’un allié étranger ou d’une armée aussi forte que celle de notre ennemi. […] De plus, il nous faut une flotte pour contrôler la mer et empêcher l’ennemi de recevoir de l’aide. Car, s’ils se rendent maitres des routes maritimes, alors ce ne seront plus qu’Orkhan et ses hommes que nous aurons à combattre en Thrace, mais aussi tous les barbares d’Asie qui viendront les aider. »

Il ne restait plus à Jean VI qu’à se retirer dans un monastère en décembre 1354, laissant son fils Mathieu et Jean V se disputer le pouvoir. Au début de 1356, Mathieu, avec le renfort de troupes ottomanes envoyées par Orkhan ainsi que de mercenaires serbes fournis par les gouverneurs de villes de Thrace occupée, marcha sur Constantinople. Bientôt cependant Turcs et Serbes se battirent entre eux, laissant Mathieu entre les mains des Serbes qui le remirent à Jean V. Finalement Mathieu fut convaincu d’abandonner ses prétentions au titre impérial et prêta serment d'allégeance à Jean V tout en conservant un droit de préséance au sein de la maison impériale.

### Les dernières années

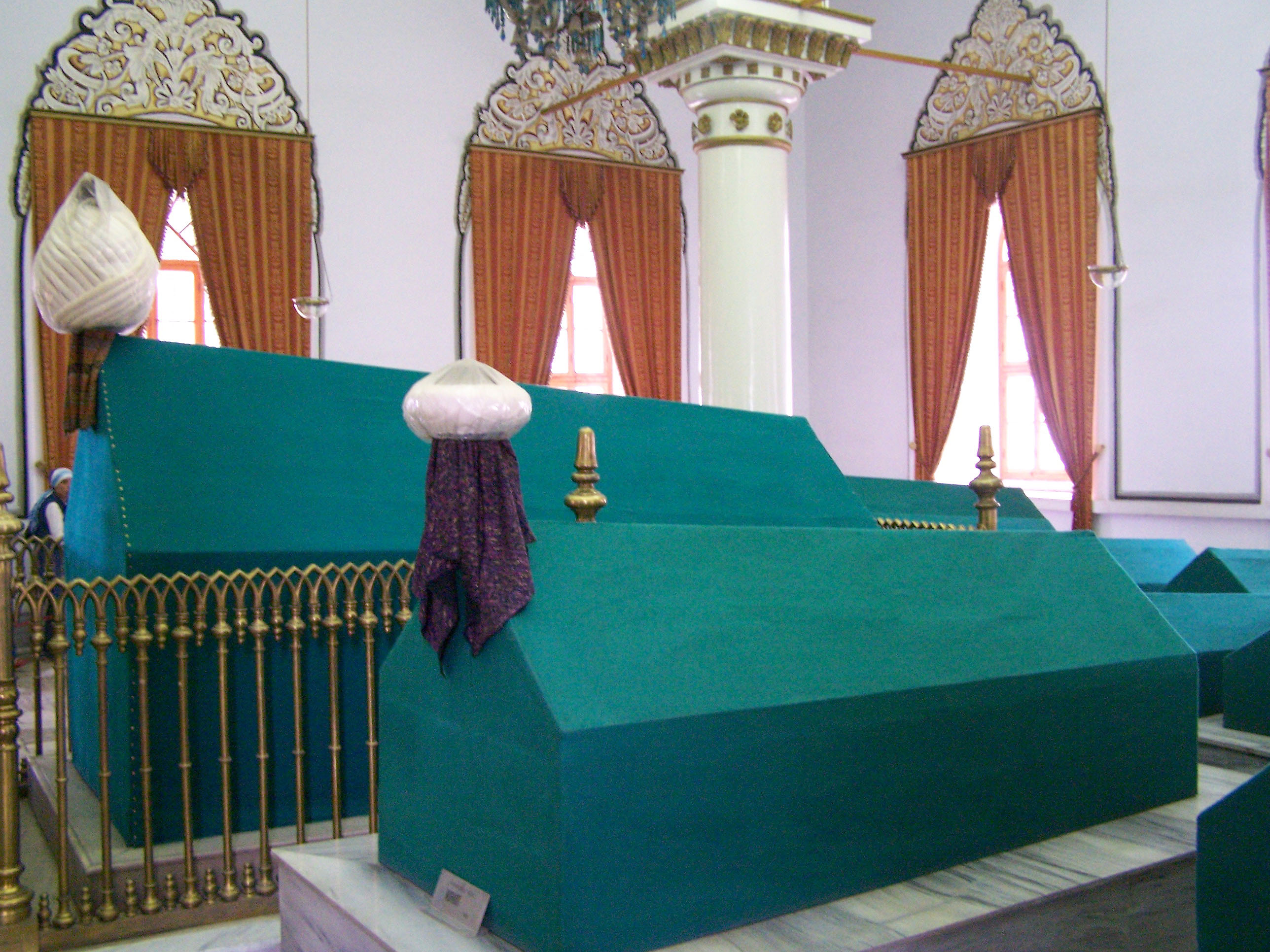
Tombe d’Orkhan Ier à Bursa.

Satisfait de son œuvre militaire, Okhran se retira progressivement des opérations en faveur de son fils Soliman, pour mener une vie plus tranquille au palais du bey de Bursa. 
Il devait toutefois avoir l’occasion de conclure un accord avec Jean V, maintenant seul empereur. En 1356, son fils Khalil, qu’il avait eu avec son épouse Théodora, fut séquestré par un capitaine de navire génois près de Phocée en mer Égéenne. Orkhan s’adressa alors à Jean V qui envoya une flotte à Phocée pour persuader le gouverneur du lieu, Léon Kalothétos, un partisan de Cantacuzène, de rendre le jeune homme. Celui-ci n’y consentit que moyennant une rançon de 100 000 hyperpères. Le prince ottoman fut ainsi rendu à son père et au début de 1358 Jean V se rendit dans une ile des environs pour signer un traité de paix avec Okhran.
Entretemps, toutefois, le fils ainé d’Okhran, Soliman, appelé normalement à lui succéder avait trouvé la mort au court d’une partie de chasse au faucon en 1357.  Son père qui mettait en lui tous ses espoirs en fut gravement affecté. On lui construisit un tombeau, non pas à Bursa, mais à Bolayir où il avait perdu la vie, face à l’Hellespont qu’il avait traversé pour installer les Turcs en Europe. Ce fut son second fils, Mourad, qui prit sa place.
Sous sa gouverne, les Ottomans continuèrent leur pression en Thrace et fournirent un point de ralliement à d’autres guerriers turcs plus tôt au service d’Umur d’Aydin, des émirs de Saruhan et de Karasi, pendant que des bandes isolées sous la conduite d’autres chefs ghâzis pillaient la région, atteignant semble-t-il en 1359, les abords de Constantinople. La même année Didymotique fut prise une première fois et tomba définitivement entre leurs mains en 1361. 
Orkhan, maintenant complètement en retrait de la vie publique, mourut en 1362 à son palais de Bursa, probablement de causes naturelles. Il avait alors 81 ans et avait gouverné les Ottomans pendant 38 ans. Il semble probable que la mort de Soliman hâta son décès. Il devait être enterré de même que son épouse et ses fils dans un türbe (tombeau) appelé Gümüşlü Kumbet à Bursa. Son fils Soliman étant mort en 1360, ce fut un autre fils, Mourad, qui lui succéda. Il continuera la politique de conquête en direction de la Bulgarie, capturant Philippopolis en 1363 et faisant pression sur le tsar bulgare pour lutter contre Byzance.

## L’œuvre d’Orkhan

Tughra d’Orkhan Ier.

À la mort de leur père, Alaeddin Pacha avait laissé le pouvoir à son frère, tout en lui offrant ses services pour la gestion de l’empire. En 1328 ou 1329, au cours d’une visite à Orkhan pour le féliciter de sa récente annexion d’Izmit, Alaeddin lui fit trois suggestions qui devaient avoir un effet décisif sur la mise en place de l’État ottoman : l'introduction d'un système monétaire, la sélection d'un costume ottoman officiel et la réorganisation en profondeur de l'armée.

### Réformes administratives

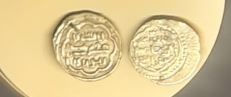
Monnaies d’argent de la période d’Orkhan.

Si la mystique ghâzi propulsa l’expansion de ce qui devait devenir l’Empire ottoman, Orkhan, avec l’aide de son grand vizir se préoccupa aussi de lui donner une solide base administrative.
La création d’une nouvelle monnaie alla de pair avec la division du nouvel État en provinces. Dès 1345, se réservant un domaine exclusif, il divisa le reste du territoire en quatre provinces, ou sanjak, gouvernées par un administrateur ou sanjakbey qui devait entre autres fournir les hommes nécessaires à l’armée. Les quatre provinces furent :
- Le territoire original ottoman comprenant Sögüt et Eskişehir;
- Hüdavendigar ou le domaine du sultan à Bursa et Iznik;
- Koca Eli, la péninsule entourant Izmit;
- Le territoire de Karesi aux alentours de Balikesir et Bergame[41].

Dans ces territoires, cet ancien nomade encouragea le développement urbain en faisant venir dans les villes nouvellement conquises des musulmans akhis ou membres de corporations d’artisans et de marchands dont les membres, dans l’esprit de la futuwwa, collectaient des fonds pour acheter à manger et à boire, donner l'hospitalité aux voyageurs, organiser des banquets accompagnés de discussions religieuses, chants et danses. Autour d’un centre commercial se développèrent medresse (écoles coraniques), soupes populaires, bains publics, abris pour gens de passage et leurs montures, formant des quartiers où se déroulait la vie quotidienne.
Dans les territoires nouvellement conquis, Orkhan s’appuya sur les ulemas, gardiens officiels de la foi et des traditions islamiques, pour définir la façon dont devaient être traitées les populations souvent chrétiennes. Là où les villes lui résistaient et devaient être conquises par la force, la population n’avait aucun droit; un cinquième pouvait être vendu comme esclave, les hommes allant travailler sur les terres du conquérant, les enfants enrôlés dans l’armée. Si, au contraire, les villes se rendaient, la population pouvait conserver ses églises et ses coutumes. Ces mêmes ulemas construisirent des écoles dans les villes occupées qui donnèrent au sultan  une classe de lettrés appelés à former la nouvelle bureaucratie. Défenseurs de la foi orthodoxe, ces mêmes ulemas seront utilisés comme facteur d’intégration face aux derviches qui professaient une religion hétérodoxe (culte de ‘Ali, vénération des douze imams, réunions secrètes avec initiation) perpétuant les traditions tribales de populations turcomanes vivant dans les villes byzantines soumises.
Et de même que dans l’Empire byzantin la possession d’un titre ou d’une dignité s’accompagnait d’un élément vestimentaire distinctif, les nouveaux dignitaires de l’Empire ottoman, tant civils que militaires, se virent attribuer un costume officiel doté d’une coiffure conique en feutre, de couleur blanche, symbole officiel de la légitimité de leur pouvoir.

### Réforme de l’armée

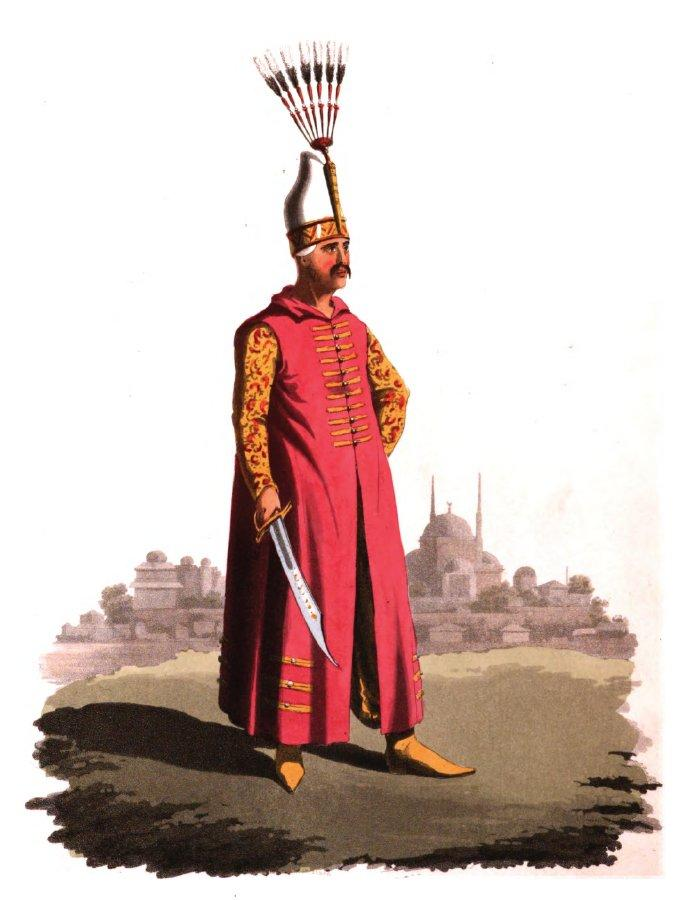
Un officier des janissaires.

Lorsqu’il guerroyait avec son père, Okhran ne disposait que de bandes de cavaliers armés, assemblées pour chaque campagne et dissoutes par la suite. Sur les conseils d’Alaeddin Pacha et de Çandarlı Kara Halil Hayreddin Pacha, militaire qui gouverna Bursa avant de devenir grand vizir de Mourad Ier, il remplaça les bandes armées par une armée de métier, grâce à laquelle put commencer l’expansion de ce qui deviendra l’Empire ottoman.
Celle-ci comprenait deux corps distincts. La milice régulière était composée de soldats rémunérés qui se voyaient octroyés des terres moyennant une légère redevance et l’obligation du service militaire lorsque requis. La tenure de ces terres, appelées timar, était héréditaire. Les gradés recevaient de plus grands fiefs, appelés ziamet; en revanche, ils étaient redevables d’un loyer plus important et devaient fournir leur équipement. Certains parmi les plus importants pouvaient s’élever pour devenir pacha, sanjakbey ou même beylerbey. 
Par ailleurs, et pour diminuer sa dépendance des nomades turcomans, il enrôla des mercenaires chrétiens qui furent organisés en yaya ou piyâdes, unités d’infanterie recevant salaire et part de butin. Souvent composés d’enfants chrétiens enlevés de gré ou de force à leurs familles, ces unités deviendront le célèbre corps de janissaires (yenitcheri).  Comme il l’avait fait pour l’administration, Orkhan insista pour que chaque corps d’armée ait un uniforme distinctif.
Enfin, et dès le règne d’Orkhan, le futur Empire ottoman commença à se doter d’une marine basée à Gallipoli, utilisant une main-d’œuvre composée à la fois de Turcs et de gens ayant une expérience en ce domaine : Grecs, Italiens, Catalans et Français de Provence; le gouverneur de Gallipoli faisant également fonction d’amiral de la flotte (kapudan pacha) .

## Épouses et descendance

### Épouses
Le nombre d’épouses qu’eut Orkhan varie selon les auteurs, allant de quatre à sept. Ci-après celles qui semblent faire consensus :
- Eftandise Hatun (1294-?), fille de Gündüz Alp (frère d’Osmân Ier et donc cousine d’Orkhan); elle fut la mère de Soliman Pacha, fils ainé d’Orkhan et son favori.
- Nilüfer Hatun (1285-1383), d’origine gréco-byzantine.  Possiblement fille d’un prince porphyrogénète byzantin, elle fut la mère de Şehzade  et probablement de Kasim.
- Asporça Hatun (1300-1362), aussi appelée Asporsha Paleóloga. D’origine byzantine, elle était la fille de l’empereur Andronic II Paleologue et d’Irène de Montferrat; elle fut la première épouse légitime d’Orkhan et la mère d’Ibrahim, de Şerefullah, de Fatma Hatun et de Selçuk Hatun.
- Théodora Cantacuzène (épouse d'Orhan) (1332 - après 1381), fille de Jean VI Cantacuzène et seconde épouse légitime d’Okhran qu’elle épousa en 1346. Elle fut la mère de Halil Bey et de Hatice Hatun.
- Melek Hatun ( ? - ?), fille de Melik bey, fils d’Osmân Ier et donc nièce d’Orkhan. Elle fut la mère de Fülane Sultan Hatun.

### Descendance
Orkhan eut au moins six fils et quatre filles.
Fils
- Soliman Paşa (1316-1356); probablement fils d’Eftandise Hatun; fils ainé d’Orkhan et appelé à lui succéder, il mourut accidentellement d’une chute de cheval.
- Şehzade Ibrahim (1316-1362), gouverneur de Eskişehir. Il fut exécuté sur ordre de son demi-frère Mourad.
- Şehzade Mourad Ier (1326-1389), bey; fils de Nilüfer Hatun; il succéda à son père sous le nom de Mourad.
- Şehzade Kasım (1328-1346); possiblement fils de Nilüfer Hatun.
- Şehzade Şerefullah (? -?), fils de Asporça Hatun.
- Şehzade Halil (1347-1362), fils de Théodora Cantacuzène. Encore enfant, il fut enlevé par des pirates; Jean V Paléologue paya sa rançon. Il épousa la fille de Jean V, Irène, mais fut exécuté à la mort de son père par son demi-frère, Mourad.

Filles
- Hatice Hatun ( ? - ? ), fille de Théodora Cantacuzène. Elle épousa Soliman bey, cousin d’Orkhan.
- Selçuk Hatun ( ? - ? ), fille de  Asporça Hatun. Elle épousa Soliman bey, fils de l’émir Mehmed d’Aydin.
- Fatma Hatun ( ? - ? ), fille d’Asporça Hatun. Elle fut enterrée dans le tombeau de son père à Bursa.
- Fülane Sultan Hatun (1324-1347), fille de Melek Hatun.

## Okrhan dans la culture populaire
Dans la série télévisée turque Kuruluş/Osmâncık (de) de 1988, il est interprété par Yaşar Alptekin.